# Scandi(III) chloride
Scanđi(III) chloride là một hợp chất vô cơ với công thức hóa học ScCl3. Đây là một hợp chất ion trắng nóng chảy, tan nhiều trong nước. Scanđi(III) chloride chủ yếu là được dùng trong phòng thí nghiệm nghiên cứu. Cả dạng khan và hexahydrat (ScCl3·6H2O) đều có trong thị trường.

## Tính chất vật lý và hóa học
ScCl3 kết tinh trong mô hình BiI3, có hình bát diện và scanđi ở trung tâm. Monome ScCl3 là loại chủ yếu trong giai đoạn bay hơi ở 900 K, đimer Sc2Cl6 chiếm khoảng 8%.

## Phản ứng
ScCl3 hòa tan trong nước để cho ion [Sc(H2O)6]3+. Trên thực tế, các mẫu của ScCl3 chuyển thành hexahydrat khi tiếp xúc với không khí. Cấu trúc của hexahydrat là trans-[ScCl2(H2O)4]Cl·2H2O. Với tetrahydrofuran, ScCl3 tạo ra ScCl3(THF)3, là tinh thể trắng. Phức hợp tan THF này được sử dụng trong tổng hợp các hợp chất organoscanđi. ScCl3 có thể được chuyển đổi thành muối dodecyl sunfat. Nó đã được nghiên cứu như là một chất xúc tác kết hợp chất kết dính bề mặt Lewis (LASC) trong các phản ứng tương tự alcohol.

## Ứng dụng
Scanđi(III) chloride được tìm thấy trong một số đèn halogen, sợi quang, gốm điện tử và laser.

## Hợp chất khác
ScCl3 còn tạo một số hợp chất với NH3, như ScCl3·NH3 và ScCl3·2NH3 đều là tinh thể không màu. Khối lượng riêng của chúng lần lượt là D = 2,04 và 1,86 (g/cm³).